# Saint-Remy-la-Calonne
Saint-Remy-la-Calonne, även skrivet som Saint-Rémy-la-Calonne, är en kommun i departementet Meuse i regionen Grand Est (tidigare regionen Lorraine) i nordöstra Frankrike. Kommunen ligger i kantonen Fresnes-en-Woëvre som tillhör arrondissementet Verdun. År 2022 hade Saint-Remy-la-Calonne 99 invånare.

## Befolkningsutveckling
Antalet invånare i kommunen Saint-Remy-la-Calonne
| Referens: INSEE |